# Grand Prix Sezon 1936
Sezon Grand Prix 1936 – kolejny sezon z cyklu Wyścigów Grand Prix oraz Mistrzostw Europy AIACR. Mistrzem Europy został Niemiec Bernd Rosemeyer.

## Podsumowanie Sezonu

### Grand Prix zaliczane do Mistrzostw Europy
| Nr | Data        | Grand Prix             | Tor         | Zwycięzca (kierowcy) | Zwycięzca (konstruktorzy) | Wyniki |
| -- | ----------- | ---------------------- | ----------- | -------------------- | ------------------------- | ------ |
| 1  | 13 kwietnia | Grand Prix Monako      | Monaco      | Rudolf Caracciola    | Mercedes-Benz             | Wyniki |
| 2  | 26 lipca    | Grand Prix Niemiec     | Nürburgring | Bernd Rosemeyer      | Auto Union                | Wyniki |
| 3  | 23 sierpnia | Grand Prix Szwajccarii | Bremgarten  | Bernd Rosemeyer      | Auto Union                | Wyniki |
| 4  | 13 września | Grand Prix Włoch       | Monza       | Bernd Rosemeyer      | Auto Union                | Wyniki |

### Pozostałe Grand Prix
| Data            | Grand Prix                    | Tor            | Zwycięzca (kierowcy)  | Zwycięzca (konstruktorzy) | Wyniki |
| --------------- | ----------------------------- | -------------- | --------------------- | ------------------------- | ------ |
| 9 lutego        | Långforssjöloppet             | Långforssjön   | Per-Viktor Widengren  | Alfa Romeo                | Wyniki |
| 17 lutego       | Hörkenloppet                  | Hörken         | Eugen Bjørnstad       | Alfa Romeo                | Wyniki |
| 23 lutego       | Zimowe Grand Prix Szwecji     | Rämen          | Eugen Bjørnstad       | Alfa Romeo                | Wyniki |
| 1 marca         | Grand Prix Pau                | Pau            | Philippe Étancelin    | Maserati                  | Wyniki |
| 8 marca         | Grand Prix Norwegii           | Gjersjøen      | Eugen Bjørnstad       | Alfa Romeo                | Wyniki |
| 10 maja         | Grand Prix Trypolisu          | Mellaha        | Achille Varzi         | Auto Union                | Wyniki |
| 10 maja         | Grand Prix Finlandii          | Eläintarharata | Eugen Bjørnstad       | Alfa Romeo                | Wyniki |
| 17 maja         | Grand Prix Tunisu             | Carthage       | Rudolf Caracciola     | Mercedes-Benz             | Wyniki |
| 31 maja         | Grand Prix Frontières         | Chimay         | Eddie Hertzberger     | MG                        | Wyniki |
| 7 czerwca       | Grand Prix Penya Rhin         | Montjuïc Park  | Tazio Nuvolari        | Alfa Romeo                | Wyniki |
| 7 czerwca       | Grand Prix Rio de Janeiro     | Gávea          | Vittorio Coppoli      | Bugatti                   | Wyniki |
| 14 czerwca      | Eifelrennen                   | Nürburgring    | Bernd Rosemeyer       | Auto Union                | Wyniki |
| 21 czerwca      | Grand Prix Węgier             | Budapeszt      | Tazio Nuvolari        | Alfa Romeo                | Wyniki |
| 28 czerwca      | Grand Prix Mediolanu          | Mediolan       | Tazio Nuvolari        | Alfa Romeo                | Wyniki |
| 12 lipca        | Grand Prix São Paulo          | São Paulo      | Carlo Maria Pintacuda | Alfa Romeo                | Wyniki |
| 19 lipca        | Grand Prix Deauville          | Deauville      | Jean-Pierre Wimille   | Bugatti                   | Wyniki |
| 26 lipca        | Vila Real Circuit             | Vila Real      | Vasco do Sameiro      | Alfa Romeo                | Wyniki |
| 2 sierpnia      | Coppa Ciano                   | Montenero      | Carlo Maria Pintacuda | Alfa Romeo                | Wyniki |
| 2 sierpnia      | Coppa Ciano                   | Montenero      | Tazio Nuvolari        |                           | Wyniki |
| 15 sierpnia     | Coppa Acerbo                  | Pescara        | Bernd Rosemeyer       | Auto Union                | Wyniki |
| 29 sierpnia     | Junior Car Club 200 mile race | Donington Park | Richard Seaman        | Delage                    | Wyniki |
| 6 września      | Coppa Edda Ciano              | Lukka          | Mario Tadini          | Alfa Romeo                | Wyniki |
| 21 września     | Grand Prix Modeny             | Modena         | Tazio Nuvolari        | Alfa Romeo                | Wyniki |
| 3 października  | Grand Prix Donington          | Donington Park | Hans Rüesch           | Alfa Romeo                | Wyniki |
| 3 października  | Grand Prix Donington          | Donington Park | Richard Seaman        | Alfa Romeo                | Wyniki |
| 17 października | Mountain Championship         | Brooklands     | Raymond Mays          | ERA                       | Wyniki |
| 18 października | Grand Prix Buenos Aires       | Costanera      | Carlos Arzani         | Alfa Romeo                | Wyniki |

## Klasyfikacja generalna
| Poz | Kierowca                        | MON | GER | SUI | ITA | Pkt |
| --- | ------------------------------- | --- | --- | --- | --- | --- |
| 1   | Bernd Rosemeyer                 | NU  | 1   | 1   | 1   | 10  |
| 2   | Hans Stuck                      | 3   | 2   | 3   | NU  | 15  |
| 3   | Tazio Nuvolari                  | 4   | NU  | NU  | 2   | 17  |
| 4   | Achille Varzi                   | 2   |     | 2   | NU  | 19  |
| 5   | Raymond Sommer                  | 7   | 9   | NU  |     | 21  |
| 6   | Rudolf Caracciola               | 1   | NU  | NU  |     | 22  |
| 7   | Antonio Brivio                  | 5   | 3   |     |     | 23  |
| =   | Carlo Felice Trossi             | NU  | 8   |     | 7   | 23  |
| =   | Ernst von Delius                |     | 6   |     | 3   | 23  |
| 10  | Manfred von Brauchitsch         | NU  | 7   | NU  |     | 24  |
| =   | Rudolf Hasse                    |     | 4   | 5   |     | 24  |
| =   | Hermann Lang                    |     | NU  | 4   |     | 24  |
| =   | René Dreyfus                    |     | NU  | NU  | 4   | 24  |
| 14  | Jean-Pierre Wimille             | 6   | NU  | NU  |     | 26  |
| =   | Luigi Fagioli                   | NU  | 5   | NU  |     | 26  |
| =   | Giuseppe Farina                 | NU  |     | NU  | NU  | 26  |
| 17  | Pietro Ghersi                   | 8   |     |     | NU  | 27  |
| 18  | William Grover-Williams         | 9   |     |     |     | 28  |
| =   | Philippe Étancelin              | NU  |     | NU  |     | 28  |
| =   | Louis Chiron                    | NU  | NU  |     |     | 28  |
| =   | Thomas Pitt Cholmondeley-Tapper |     | 10  |     |     | 28  |
| =   | Francesco Severi                |     | NU  |     |     | 28  |
| =   | Carlo Maria Pintacuda           |     |     |     | 5   | 28  |
| =   | Piero Dusio                     |     |     |     | 6   | 28  |
| 25  | Clemente Biondetti              |     |     | NU  | NU  | 29  |
| 26  | J. Walter Rens                  |     | NU  |     |     | 30  |
| =   | Earl Howe                       |     |     | NU  |     | 30  |
| 28  | Eugenio Siena                   | NU  |     |     |     | 31  |
| =   | Mario Tadini                    | NU  |     |     |     | 31  |
| =   | Richard Seaman                  |     | NU  |     |     | 31  |
| =   | Juan Zanelli                    |     | NU  |     |     | 31  |
| =   | Jacques de Rham                 |     |     | NU  |     | 31  |
| Poz | Kierowca                        | MON | GER | SUI | ITA | Pkt |

| Kolor     | Rezultat                             | Punkty |
| --------- | ------------------------------------ | ------ |
| Złoty     | Zwycięzca                            | 1      |
| Srebrny   | 2. miejsce                           | 2      |
| Brązowy   | 3. miejsce                           | 3      |
| Zielony   | Przynajmniej 75% rezultatu zwycięzcy | 4      |
| Niebieski | 50%-75% rezultatu zwycięzcy          | 5      |
| Fioletowy | 25%-50% rezultatu zwycięzcy          | 6      |
| Czerwony  | Poniżej 25% rezultatu zwycięzcy      | 7      |
| Czarny    | Zdyskwalifikowany                    | 8      |
| Biały     | Nie brał udziału                     | 8      |